# Cataract
Cataract – jednostka osadnicza w Stanach Zjednoczonych, w stanie Wisconsin, w hrabstwie Monroe.